# Fotomuseet Olympia

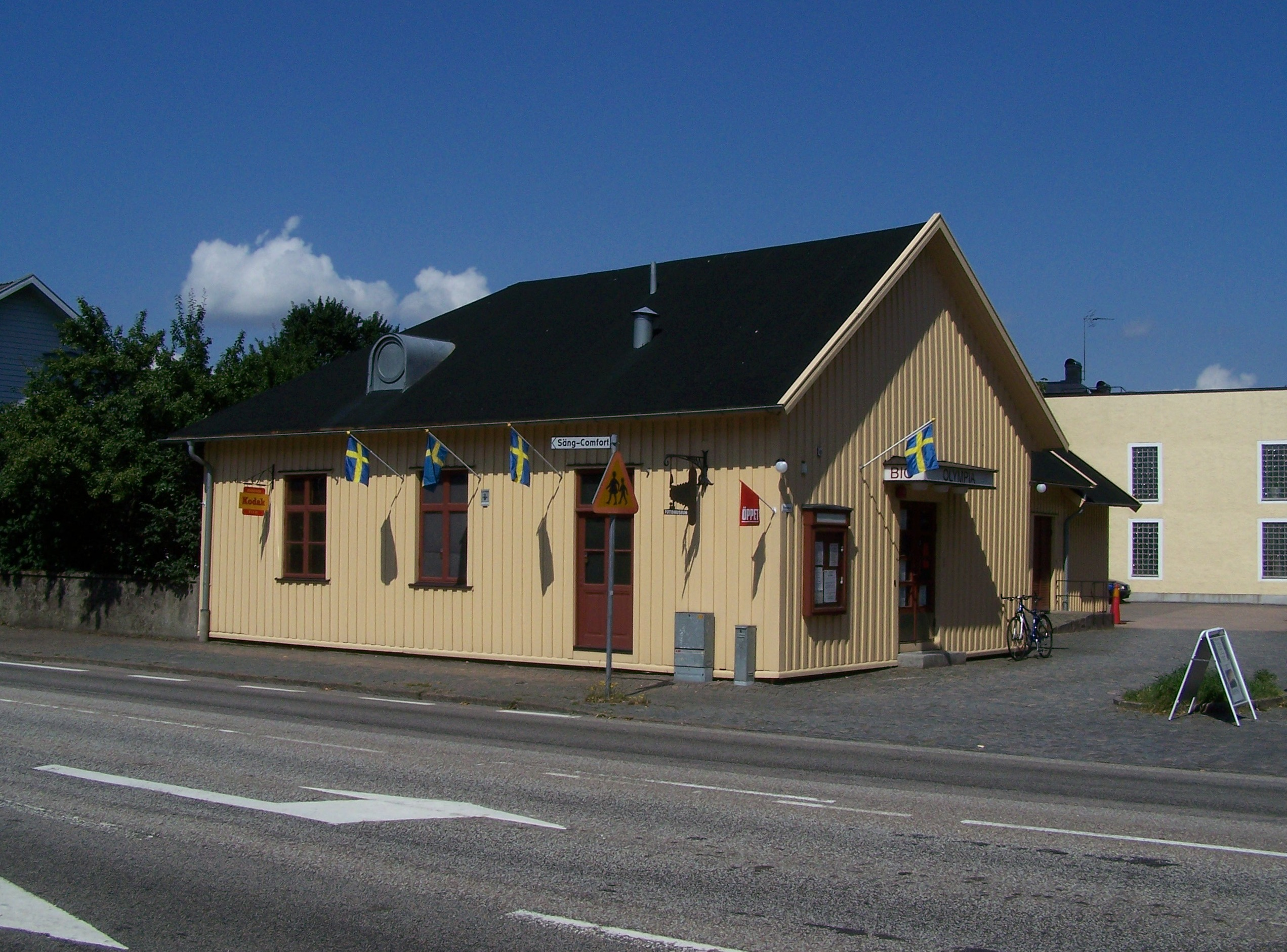
Fotomuseet Olympia

Fotomuseet Olympia är beläget i Falkenbergs första biograf, som öppnades 1912. Här finns bl.a. många unika kameror från olika epoker och intressanta fotografier. Här görs även överföring från smalfilm till video- eller dvd-kopia. Man har också ett stort bildarkiv med Falkenbergsmotiv.
Olympia blev Falkenbergs första fasta biograf - tidigare fanns endast ambulerande biografföretag. Den öppnades 1912 och biografens förste ägare var urmakarmästare Ernst Andersson och tobakshandlare Bernard Hansson. Lokalerna var enkla och den maskinella utrustningen kunde aldrig kallas modern. Men trots detta var Olympia mycket populär och det är många av de gångna årens storfilmer som Falkenbergarna har fått se. 1923 övertogs biograf Olympia av ett konsortium på 4 personer, slöjdlärare Bernhard Johansson, bankvaktmästare Per Persson, förrådsvakt Anders Nilsson och filare Alarik Millberg. Dessa innehade biografen fram till 1940-talet, då Olympia tillsammans med biograf Reflex överläts till AB Sveriges Folkbiografer som i sin tur överlämnade rörelsen till Folkets husföreningen i Falkenberg 1953 